# 凱恩島
凱恩島（俄语：Остров Кейна）是俄羅斯的島嶼，屬於法蘭士約瑟夫地群島的一部分，位於格里利島東北2公里，由阿爾漢格爾斯克州負責管轄，直徑約6公里，最高點海拔高度282米。